# 怪物くん (モノクロアニメ)
- 藤子不二雄 > 藤子不二雄Ⓐ > 怪物くん > 怪物くん (モノクロアニメ)
- 藤子不二雄 > 藤子不二雄のアニメ作品 > 怪物くん (モノクロアニメ)
- 不二家 > 不二家の時間 > 怪物くん (モノクロアニメ)

本項では、藤子不二雄名義で発表された漫画『怪物くん』（安孫子素雄の単独執筆作）を原作としたテレビアニメ作品の第1作にあたるモノクロ版『怪物くん』（かいぶつくん）及びその劇場版を扱う。第2作のカラー版アニメ及びその劇場版については、『怪物くん (カラーアニメ)』を参照。

## 概要
1968年4月21日から1969年3月23日までTBS系列ほかにて不二家一社提供「不二家の時間」枠で放送された。15分2話構成で全49回（全98話）。
前番組『パーマン (第1作)』に引き続き、東京ムービーとスタジオ・ゼロが交互に制作。
本編中の登場怪物の解説及びエンディングのナレーションは、当時NET系の『日曜洋画劇場』の解説で人気を博していた映画評論家の淀川長治が担当。時には実写スチルで登場した。
シナリオを担当した山崎敬之の著書によると、山崎が書いた最終回のシナリオに対して、原作者の安孫子素雄はOKをなかなか出さず、結局は最後のタイミングというべき日の早朝に、TBSのロビーを訪れてまで打ち合わせを行い、ようやくOKが出たというエピソードが残っている。山崎は「あとから思えば、これほど手ごわい原作者もいなかった」と語っている。
TBS系アニメでありながらフジテレビジョンから『フジテレビのとびだすえほん』として本作品の絵本が放送当時に発売されていた。

### 放送終了後
1989年、藤子不二雄Ⓐがレギュラー出演していた番組『ギミア・ぶれいく』の中で5話Bパート『フランケンの映画カントクの巻』が20年以上の時を経て放送された。
長らく映像ソフト化に恵まれず、1999年にビーム・エンタテインメントから発売されたLD・VHS「東京ムービー アニメ主題歌大全集」第1巻に収録されたオープニングとエンディング以外に視聴手段が無かったが、2010年10月、12月に本編全話収録のDVD-BOX上下巻がキングレコードから発売された。下巻にはブローアップ劇場版の2作も収録されている。

## スタッフ
- 原作：藤子不二雄
- プロデューサー：忠隈昌
- 監督：大隅正秋
- 演出：鈴木伸一、大隅正秋、石黒昇、秦泉寺博、岡部英二、甲藤征史 他
- 音楽：岡本道夫
- 制作協力：Aプロダクション
- 制作：東京ムービー、スタジオ・ゼロ

## 声の出演
- 怪物くん：白石冬美
- ドラキュラ：大竹宏
- オオカミ男：兼本新吾
- フランケン：今西正男
- 市川ヒロシ：松島みのり
- 市川すず子[注 5]：向井真理子
- 怪子ちゃん：増山江威子

## 主題歌
オープニング・エンディング「おれは怪物くんだ」
作詞 - 藤子不二雄 / 作曲・編曲 - 筒美京平 / 歌 - 白石冬美、今西正男、大竹宏、兼本新吾
エンディングはオープニングとは別テイクで、テンポがやや速くなっているほか、最後に淀川長治のナレーションと「それでは、サヨナラ、サヨナラ、サヨナラ」の挨拶が入る。
2013年3月16日より、藤子がかつて生活していた「トキワ荘」の最寄である西武池袋線椎名町駅の発車メロディに本曲が採用されている。
夏季版エンディング「怪物くん音頭」
作詞 - 藤子不二雄 / 作曲 - 渡辺岳夫 / 編曲 - 小谷充 / 歌 - 白石冬美、石川進
最初と最後に淀川長治のナレーションと挨拶が入る。エンディング終了後のペコちゃんと怪物くんの共演アニメは映像・歌・台詞は一切変更が無かったが、BGMがアレンジされた。後年、カラー版アニメが放送された際には、「新・怪物くん音頭」が発表されている。
挿入歌「そろた怪物三人組」
作詞 - 藤子不二雄 / 作曲・編曲 - 筒美京平 / 歌 - 今西正男、大竹宏、兼本新吾
挿入歌「怪物くんの子守歌」
作詞 - 藤子不二雄 / 作曲・編曲 - 筒美京平 / 歌 - 白石冬美、今西正男、大竹宏、兼本新吾
イメージソング「怪物くんのクリスマス」
作詞 - 藤子不二雄 / 作曲・編曲 - 筒美京平 / 歌 - 白石冬美、松島みのり、今西正男、大竹宏、兼本新吾
イメージソングではあるが、第36回Bパート「落っこちたサンタじいさんの巻」では、エピローグで挿入歌として使用されている。
「不二家の時間」枠で放送された他の藤子不二雄アニメ作品と同様、スポンサーの不二家のキャラクター・ペコちゃん（声 - 斉藤尚子）がオープニングとエンディングの最後に登場し、怪物くんと共演している。
オープニング (OP) 映像は3つのバージョンが存在する。OP1は漫画のコマ割り形式、OP2はOP1のマイナーチェンジ版、OP3は夏季のみ使用されたもので、怪物くんと怪物3人組のドライブと水上スキーの映像となっている。OP1とOP2の相違点は次の通り。
1. 名タイトル表示の際、OP1では漫画の右上に描かれたタイトルが移動するのに対し、OP2は後ろからせり出して来る。
2. フランケンの歩行から怪物くん&怪物3人組の歩行に転換する時のワイプ画面は、OP1では爆発状の画面であるのに対し、OP2では渦巻状になっている。
3. OP終了後、ペコちゃんとの共演アニメに切り替わる際、OP1ではページをめくるようなワイプ画面があったが、OP2にはそのようなシーンは無い。

## 各話リスト
| 回数 | 放送日         | サブタイトル                         | 脚本     | 制作           |
| ---- | -------------- | ------------------------------------ | -------- | -------------- |
| 1    | 1968年 4月21日 | 怪物くんがやってきたの巻             | 浪江志摩 | スタジオ・ゼロ |
| 1    | 1968年 4月21日 | 怪物くんと怪物屋敷の巻               | 浪江志摩 | スタジオ・ゼロ |
| 2    | 4月28日        | 怪物くんが野球をすればの巻           | 浪江志摩 | 東京ムービー   |
| 2    | 4月28日        | 怪物くんとミイラ男の巻               | 浪江志摩 | 東京ムービー   |
| 3    | 5月5日         | ちびっこ怪物三人組の巻               | 浪江志摩 | スタジオ・ゼロ |
| 3    | 5月5日         | 怪物くんとハニワ怪神の巻             | 浪江志摩 | スタジオ・ゼロ |
| 4    | 5月12日        | 怪物くんと怪物ッ子の巻               | 浪江志摩 | 東京ムービー   |
| 4    | 5月12日        | 怪物くんと怪星人ウルの巻             | 浪江志摩 | 東京ムービー   |
| 5    | 5月19日        | フランケンの映画スターの巻           | 浪江志摩 | スタジオ・ゼロ |
| 5    | 5月19日        | フランケンの映画カントクの巻         | 浪江志摩 | スタジオ・ゼロ |
| 6    | 5月26日        | 大ぐもタランチュラきたるの巻         | 浪江志摩 | 東京ムービー   |
| 6    | 5月26日        | 手のひら怪物あらわるの巻             | 浪江志摩 | 東京ムービー   |
| 7    | 6月2日         | 恐竜でてこーいの巻                   | 浪江志摩 | スタジオ・ゼロ |
| 7    | 6月2日         | 豆人間・スモールXの巻                | 浪江志摩 | スタジオ・ゼロ |
| 8    | 6月9日         | 怪物たちもはたらくぞの巻             | 浪江志摩 | 東京ムービー   |
| 8    | 6月9日         | みずうみにでた大怪獣の巻             | 浪江志摩 | 東京ムービー   |
| 9    | 6月16日        | ビンの中の大男の巻                   | 浪江志摩 | スタジオ・ゼロ |
| 9    | 6月16日        | 怪物音楽会の巻                       | 浪江志摩 | スタジオ・ゼロ |
| 10   | 6月23日        | 怪物くんと貝男ホーラの巻             | 浪江志摩 | 東京ムービー   |
| 10   | 6月23日        | 怪物くんタコ・イカ作戦の巻           | 浪江志摩 | 東京ムービー   |
| 11   | 6月30日        | カミナリ怪物エレキドンの巻           | 浪江志摩 | スタジオ・ゼロ |
| 11   | 6月30日        | 脳波怪物アタマデンの巻               | 浪江志摩 | スタジオ・ゼロ |
| 12   | 7月7日         | 兄弟怪物キョウダイゴンの巻           | 浪江志摩 | 東京ムービー   |
| 12   | 7月7日         | 怪物グランプリの巻                   | 浪江志摩 | 東京ムービー   |
| 13   | 7月14日        | 三匹のスパイの巻                     | 浪江志摩 | スタジオ・ゼロ |
| 13   | 7月14日        | 怪物スパイ大戦争の巻                 | 浪江志摩 | スタジオ・ゼロ |
| 14   | 7月21日        | フニャフニャ怪物の巻                 | 浪江志摩 | 東京ムービー   |
| 14   | 7月21日        | サタンの魔法塾の巻                   | 浪江志摩 | 東京ムービー   |
| 15   | 7月28日        | 地底のモンキー族の巻                 | 浪江志摩 | スタジオ・ゼロ |
| 15   | 7月28日        | 恐怖の城の巻                         | 浪江志摩 | スタジオ・ゼロ |
| 16   | 8月4日         | アイス怪物ペンジンの巻               | 浪江志摩 | 東京ムービー   |
| 16   | 8月4日         | 影男シャドウマンの巻                 | 浪江志摩 | 東京ムービー   |
| 17   | 8月11日        | よっぱらい怪物の巻                   | 浪江志摩 | スタジオ・ゼロ |
| 17   | 8月11日        | 怪物・お化け大合戦の巻               | 浪江志摩 | スタジオ・ゼロ |
| 18   | 8月18日        | 不思議な人形の巻                     | 浪江志摩 | 東京ムービー   |
| 18   | 8月18日        | 悪魔の人形つかいの巻                 | 浪江志摩 | 東京ムービー   |
| 19   | 8月25日        | サボテンのトゲはいたいよの巻         | 北満夫   | スタジオ・ゼロ |
| 19   | 8月25日        | 透明人間対透明怪物の巻               | 北満夫   | スタジオ・ゼロ |
| 20   | 9月1日         | シャボン玉は恐いの巻                 | 西田敬一 | 東京ムービー   |
| 20   | 9月1日         | ニセモノ怪物勢ぞろいの巻             | 藤原真純 | 東京ムービー   |
| 21   | 9月8日         | ネムール来たぞ！の巻                 | 吉田秀子 | スタジオ・ゼロ |
| 21   | 9月8日         | 怪物百面相の巻                       | 真武善行 | スタジオ・ゼロ |
| 22   | 9月15日        | 砂魔人をやっつけろの巻               | 草川隆   | 東京ムービー   |
| 22   | 9月15日        | 木人がウキキキーッといかったの巻     | 若林一郎 | 東京ムービー   |
| 23   | 9月22日        | 空飛ぶプラモの巻                     | 吉田秀子 | スタジオ・ゼロ |
| 23   | 9月22日        | ミイラ王子の巻                       | 西田敬一 | スタジオ・ゼロ |
| 24   | 9月29日        | 半魚人ピラニアボーイの巻             | 松元力   | 東京ムービー   |
| 24   | 9月29日        | モーグリ砦の巻                       | 藤原真純 | 東京ムービー   |
| 25   | 10月6日        | ドタマカチンの巻                     | 若林一郎 | スタジオ・ゼロ |
| 25   | 10月6日        | フランケンはやさしいの巻             | 夫馬基彦 | スタジオ・ゼロ |
| 26   | 10月13日       | 怪物ハンター現わるの巻               | 岩本健次 | 東京ムービー   |
| 26   | 10月13日       | おれはボカチン！なぐり魔だいの巻     | 藤原真純 | 東京ムービー   |
| 27   | 10月20日       | 島怪物の巻                           | 吉田秀子 | スタジオ・ゼロ |
| 27   | 10月20日       | 怪物学校の巻                         | 藤原真純 | スタジオ・ゼロ |
| 28   | 10月27日       | 絵の中の怪物の巻                     | 西田敬一 | 東京ムービー   |
| 28   | 10月27日       | 怪子ちゃんこんにちはの巻             | 宇佐美寛 | 東京ムービー   |
| 29   | 11月3日        | モクモク怪物とドラキュラじいさんの巻 | 若林一郎 | スタジオ・ゼロ |
| 29   | 11月3日        | マイホ・ムーの巻                     | 今戸悠   | スタジオ・ゼロ |
| 30   | 11月10日       | 怪物くん美容体操の巻                 | 西田敬一 | 東京ムービー   |
| 30   | 11月10日       | バラがかみつくの巻                   | 松元力   | 東京ムービー   |
| 31   | 11月17日       | むく犬はこわいぞの巻                 | 今戸悠   | スタジオ・ゼロ |
| 31   | 11月17日       | こわい!こわい!女の子の巻             | 西田敬一 | スタジオ・ゼロ |
| 32   | 11月24日       | 風のマタクルぞうの巻                 | 松元力   | 東京ムービー   |
| 32   | 11月24日       | うらない怪物アジパーの巻             | 吉田秀子 | 東京ムービー   |
| 33   | 12月1日        | モジャオのラブレターの巻             | 島修司   | スタジオ・ゼロ |
| 33   | 12月1日        | モスキートマンが出たぞの巻           | 岡本欣三 | スタジオ・ゼロ |
| 34   | 12月8日        | いそうろう怪物ガメルくんの巻         | 芹川満   | 東京ムービー   |
| 34   | 12月8日        | 黄金怪物ゴールドフンガーの巻         | 芹川満   | 東京ムービー   |
| 35   | 12月15日       | カメレオン・マン来たるの巻           | 吉田喜昭 | スタジオ・ゼロ |
| 35   | 12月15日       | サタンミラーの巻                     | 宇佐美寛 | スタジオ・ゼロ |
| 36   | 12月22日       | ゴキブリ出たぞの巻                   | 西田敬一 | 東京ムービー   |
| 36   | 12月22日       | 落っこちたサンタじいさんの巻         | 島修司   | 東京ムービー   |
| 37   | 12月29日       | 怪物ランド行特急の巻                 | 藤原真純 | スタジオ・ゼロ |
| 37   | 12月29日       | 怪物くんの同窓会の巻                 | 島修司   | スタジオ・ゼロ |
| 38   | 1969年 1月5日  | 雪こぞうが降ってきたの巻             | 伊東恒久 | 東京ムービー   |
| 38   | 1969年 1月5日  | みんなで飛行船にのろうの巻           | 松元力   | 東京ムービー   |
| 39   | 1月12日        | ペット怪物ゴロニャンの巻             | 草川隆   | スタジオ・ゼロ |
| 39   | 1月12日        | 家出したオオカミ男の巻               | 伊東恒久 | スタジオ・ゼロ |
| 40   | 1月19日        | 怪物トレーニングセンターの巻         | 夫馬基彦 | 東京ムービー   |
| 40   | 1月19日        | 怪物ウエスタン大あたりの巻           | 宇佐美寛 | 東京ムービー   |
| 41   | 1月26日        | フランケンのパパの巻                 | 岡本欣三 | スタジオ・ゼロ |
| 41   | 1月26日        | 人間になりたい怪物の巻               | 草川隆   | スタジオ・ゼロ |
| 42   | 2月2日         | 怪物くんと豆の木の巻                 | 吉田秀子 | 東京ムービー   |
| 42   | 2月2日         | 東京の空に豆が降るの巻               | 吉田秀子 | 東京ムービー   |
| 43   | 2月9日         | おれはかなしいヒヒ男の巻             | 吉田喜昭 | スタジオ・ゼロ |
| 43   | 2月9日         | 第四のけらいの巻                     | 吉田喜昭 | スタジオ・ゼロ |
| 44   | 2月16日        | 怪物くんはオレだの巻                 | 松元力   | 東京ムービー   |
| 44   | 2月16日        | 怪鳥コンドル魔人の巻                 | 宇佐美寛 | 東京ムービー   |
| 45   | 2月23日        | 怪物くん怪子ちゃんになるの巻         | 藤原真純 | スタジオ・ゼロ |
| 45   | 2月23日        | 厄病神がとりついたの巻               | 岡本欣三 | スタジオ・ゼロ |
| 46   | 3月2日         | ミイラー男は骨つぎ名人の巻           | 草川隆   | 東京ムービー   |
| 46   | 3月2日         | 悪魔王子デモキンの巻                 | 山崎晴哉 | 東京ムービー   |
| 47   | 3月9日         | にせの怪物ランドの巻                 | 吉田秀子 | スタジオ・ゼロ |
| 47   | 3月9日         | 動物園は大さわぎの巻                 | 島修司   | スタジオ・ゼロ |
| 48   | 3月16日        | 怪物オリンピックの巻                 | 伊東恒久 | 東京ムービー   |
| 48   | 3月16日        | 兵隊ルックで突撃しろの巻             | 松元力   | 東京ムービー   |
| 49   | 3月23日        | ヒロシよさらばの巻                   | 吉田喜昭 | スタジオ・ゼロ |
| 49   | 3月23日        | 怪物くんの戴冠式の巻                 | 伊東恒久 | スタジオ・ゼロ |

## ネット局
- TBS（東京放送・キー局）[注 6]：日曜 19:30 - 20:00
- 北海道放送：日曜 19:30 - 20:00[4]
- 青森放送※
- 岩手放送
- 東北放送[5]
- 秋田放送※[注 7]
- 山形放送※：木曜 18:15 - 18:45[6]　→ 日曜 18:00 - 18:30[7]
- 福島テレビ[5][注 8]
- 新潟放送[5]
- 信越放送
- 山梨放送※
- 北日本放送※：日曜 17:30 - 18:00（1969年3月30日まで放送）[8]
- 北陸放送[9]
- 福井放送※[注 9]：土曜 19:00 - 19:30[10]
- 静岡放送
- 中部日本放送[注 10][11]
- 朝日放送：日曜 19:30 - 20:00[12][注 11]
- 山陽放送：日曜 19:30 - 20:00[13][注 12]
- 中国放送：日曜 19:30 - 20:00[13]
- 山陰放送：日曜 19:30 - 20:00[13][注 13]
- 日本海テレビ※：日曜 18:00 - 18:30[14][注 14]
- 山口放送※：月曜 18:00 - 18:30[15]
- 四国放送※
- 南海放送※：水曜 19:00 - 19:30[16][注 7]
- 高知放送※[注 7]
- RKB毎日放送[注 15]
- 長崎放送
- 熊本放送
- 大分放送
- 宮崎放送
- 南日本放送
- 琉球放送

無印=同時ネット局（福島テレビのみ日本テレビ系列。その他は全てTBS系列） ※=時差ネット局（いずれも日本テレビ系列）

## 劇場版
1969年3月18日公開の『東映まんがまつり』内で、第22回Aパート「砂魔人をやっつけろの巻」と第3回Bパート「怪物くんとハニワ怪神の巻」のブローアップ再編集版が上映された。フォーマットは次の通り。
1. オープニング冒頭には「東映マーク」（白黒スタンダード版）を追加。
2. オープニングは第3バージョン、エンディングは『怪物くん音頭』バージョンをそれぞれ使用、双方ともラストの「ペコちゃんと怪物くんの共演」はカットされた。
3. エンディングは冒頭、「花火と『不二家の怪物くん』のテロップ」の部分はラスト近くの「踊る怪物くんとタヌラ」に差し替え、ラストはエンドカード「おわり」に差し替えた。また双方とも淀川長治のナレーションはカットされた。

なお「砂魔人をやっつけろの巻」は東京ムービー制作なのに対し、「怪物くんとハニワ怪神の巻」はスタジオ・ゼロ制作であったが、オープニング最後の制作クレジットは「制作 東京ムービー」と単独で表記された。
併映は『長靴をはいた猫』・『ひみつのアッコちゃん』（第1作）・『ひとりぼっち』・『チャコとケンちゃん』（第1作）の4本。
東映系における東京ムービー作品の上映は、1965年12月25日公開の『オバケのQ太郎』以来であり、『東映まんがまつり』としては最初で最後（『オバQ』は『まんが大行進』内で上映）。この後、東京ムービー作品は『東宝チャンピオンまつり』内で上映される様になる。
なおこの劇場版は、前述の通りDVD-BOX下巻に収録されているが、2012年8月10日にはDVD『復刻! 東映まんがまつり 1969年春』が発売され、併映全作と共に収録された。